# Anne Alexandre (actrice)
Pour les articles homonymes, voir Anne Alexandre.

Anne Alexandre (née Suzanne Diamante Menasche), née le 17 août 1920 à Charleroi, morte le 24 février 2010 à Couilly-Pont-aux-Dames, est une actrice de théâtre, cinéma et télévision d'origine belge. 
Membre des Compagnies Jacques Fabbri et Jean Rougerie dans les années 1960 et 1970, elle intègre plus tard la troupe du Théâtre de la Huchette, comme interprète récurrente des rôles de la bonne puis de Mrs. Martin dans La Cantatrice chauve d'Eugène Ionesco, s'y illustrant en outre dans le cadre de nombreuses mises en scène de Nicolas Bataille, Marcel Cuvelier ou Jacques Legré (La Leçon et Délire à deux d'Eugène Ionesco ; L'Impromptu du Palais-Royal de Jean Cocteau ; Bonsoir Prévert…).

## Filmographie

### Cinéma
- 1953 : Lumière ou Lumière et l'invention du cinématographe de Paul Paviot (court métrage)
- 1975 : Les Galettes de Pont-Aven de Joël Séria : l'hôtelière
- 1978 : Vas-y maman de Nicole de Buron : une cliente
- 1997 : Je suis vivante et je vous aime de Roger Kahane : Léontine
- 1997 : Watani, un monde sans mal de Med Hondo
- 2007 : 72/50 d'Armel de Lorme et Gauthier Fages de Bouteiller

### Télévision
- 1972 : Le Manège de Port-Barcarès de Pierre Cosson : Zabeth
- 1972 : Karatékas and C° d'Edmond Tiborovsky : la touriste
- 1979 : Mon ami Gaylord de Pierre Goutas: Béa
- 1980 : L'Enterrement de Monsieur Bouvet de Guy-André Lefranc : la vendeuse
- 2001 : L'Instit, épisode 6x04, La gifle de Roger Kahane : la dame aux chats

## Théâtre
- 1954 : Le Fantôme d'après Plaute, mise en scène Jacques Fabbri, Théâtre de l'Atelier
- 1955 : La Famille Arlequin de Claude Santelli, mise en scène Jacques Fabbri, Théâtre du Vieux-Colombier
- 1956 : La Famille Arlequin de Claude Santelli, mise en scène Jacques Fabbri, Théâtre Antoine
- 1956 : Jules de Pierre-Aristide Bréal, mise en scène Jacques Fabbri, Théâtre Antoine
- 1971 : Le Chevalier au pilon flamboyant de Francis Beaumont, John Fletcher, mise en scène Aristide Demonico, Maison de la Culture de Bourges
- 1987 : Derniers Détails de Gildas Bourdet, mise en scène de Didier Perrier, Compagnie Derniers Détails, Centre culturel de Soissons, Théâtre de Saint-Quentin.